# Tautukua isolata
Tautukua isolata är en spindelart som beskrevs av Forster och Norman I. Platnick 1985. Tautukua isolata ingår i släktet Tautukua och familjen Orsolobidae. Inga underarter finns listade i Catalogue of Life.